# Литона (Мисури)
Литона (енгл. Leeton) град је у америчкој савезној држави Мисури.

## Демографија
По попису из 2010. године број становника је 566, што је 53 (-8,6%) становника мање него 2000. године.
| Група             | 2000.       | 2010.       |
| Белци             | 599 (96,8%) | 540 (95,4%) |
| Афроамериканци    | 1 (0,2%)    | 2 (0,4%)    |
| Азијати           | 1 (0,2%)    | 2 (0,4%)    |
| Хиспаноамериканци | 10 (1,6%)   | 6 (1,1%)    |
| Укупно            | 619         | 566         |